# Nhóm nguyên tố 5
Nhón nguyên tố 5 là nhóm gồm 4 nguyên tố vanadi (V), niobi (Nb), tantali (Ta) và dubni (Db) trong bảng tuần hoàn, nhóm này còn tên gọi khác là nhóm vanadi.